# Сан-Браш-де-Алпортел
Са́н-Бра́ш-де-Алпорте́л (порт. São Brás de Alportel; МФА: [ˈsɐ̃w ˈbɾaʒ dɨ aɫ.puɾ.ˈtɛɫ], Са́н-Бра́ж-де-Алпурте́л) — муніципалітет і містечко в Португалії, в окрузі Фару. Розташований у південній частині країни, на теренах історичної португальської провінції Алгарве. Належить до Фаруської діоцезії Католицької церкви в Португалії. Права міського самоврядування має з 1914 року. Поділяється на 1 парафію. За адміністративним поділом, чинним до 1976 року, був складовою провінції Алгарве. Площа муніципалітету — 153,37 км², населення муніципалітету — 10662 ос. (2011); густота населення — 69,52 осіб/км²
. Патрон — святий Власій (Сан-Браш). Святковий день муніципалітету — 1 червня. Поштовий індекс — 8150.  Код місцевої адміністративної одиниці — 0812. Складова статистичного регіону Алгарве.

## Назва
- Сан-Браш-де-Алпортел (порт. São Brás de Alportel, стара орфографія: порт. São Braz d'Alportel) — сучасна португальська назва.

## Географія
Сан-Браш-де-Алпортел розташований на півдні Португалії, в центрі округу Фару.
Сан-Браш-де-Алпортел межує на півночі та сході  з муніципалітетом Тавіра, на південному сході — з муніципалітетом Олян, 
на півдні — з муніципалітетом Фару, на заході — з муніципалітетом Лоле.
За колишнім адміністративним поділом селище належало до провінції Алгарве — сьогодні це однойменний регіон і субрегіон.

## Історія
Відомо, що під час мусульманського домінування невеличкий населений пункт називався «Xanbrache». Перша згадка про Алпортел сягає 1518 року, часів португальського короля Дона Жуау II. У ті часи Алпортел належав до міста Фару і мав невеличку каплицю, що належала Ордену Сантьяго. Починаючи з 17 століття Сан-Браш був заміською резиденцією єпископів Алгарве, а з 19 століття стає важливим транспортним вузлом на перехресті шляхів між Фару та Алмодоваром і між Тавірою та Лоуле.
Ідея відокремлення від Фару і створення окремого муніципалітету належить Машаду Сантус, який у 1912 році вніс відповідну пропозицію на розгляд португальського парламенту. А вже 1 червня 1914 року було опубліковане рішення уряду про утворення муніципалітету Сан-Браш-де-Алпортел. Першим адміністратором новоутвореного району став мешканець Алпортела Жуау Роза Беатріж, який пізніше працював португальським консулом в Марокко.

## Населення
| Кількість мешканців | Кількість мешканців | Кількість мешканців | Кількість мешканців | Кількість мешканців | Кількість мешканців | Кількість мешканців | Кількість мешканців | Кількість мешканців | Кількість мешканців | Кількість мешканців | Кількість мешканців | Кількість мешканців | Кількість мешканців | Кількість мешканців |
| ------------------- | ------------------- | ------------------- | ------------------- | ------------------- | ------------------- | ------------------- | ------------------- | ------------------- | ------------------- | ------------------- | ------------------- | ------------------- | ------------------- | ------------------- |
| 1864                | 1878                | 1890                | 1900                | 1911                | 1920                | 1930                | 1940                | 1950                | 1960                | 1970                | 1981                | 1991                | 2001                | 2011                |
| 6 015               | 7 760               | 9 517               | 11 166              | 12 111              | 11 399              | 10 291              | 10 694              | 9 597               | 9 058               | 7 540               | 7 506               | 7 526               | 10 032              | 10 662              |

## Парафії
1. Сан-Браш-де-Алпортел

Є одним з п'яти португальських муніципалітетів, що складаються лише з однієї муніципальної громади.

## Економіка, побут, транспорт
В економічному плані район представлений сільським господарством, де вирощують (оливки, мигдаль, інжир, цитрусові та інші фрукти).
В районі гірського хребта Серра-де-Му виробляється чи не найкращий за якістю корок у світі. Це стало головною причиною швидкого зростання муніципальної громади у 19 — на початку 20 століття.
Селище має добре розвинуту транспортну мережу: з'єднане з містом Фару та з провінцією Алентежу — національною автомобільною дорогою N-2, з Тавірою та Лоуле — N-270. Відстань до міжнародного аеропорту «Фару» становить усього 20 км.

## Туризм
Серед архітектурних пам'яток особливий інтерес викликають низькі старі будинки історичного центру селища (порт. Centro Histórico), колишній єпископський палац, збудований в 17-18 століттях (порт. Antigo Paço Episcopal), головна церква міста «матріж» 15 століття, реконструйована після землетрусу 1755 року, каплиця (порт. Capela do Senhor dos Passos) та етнографічний музей вишиванок Алгарве (порт. Museu Etnográfico do Trajo Algarvio).
Для отримання безплатної туристичної інформації у селищі діє туристично-інформаційний центр, розміщений за адресою порт. Largo S. Sebastião nº 23, 8150-107 São Brás de Alportel.

## Галерея

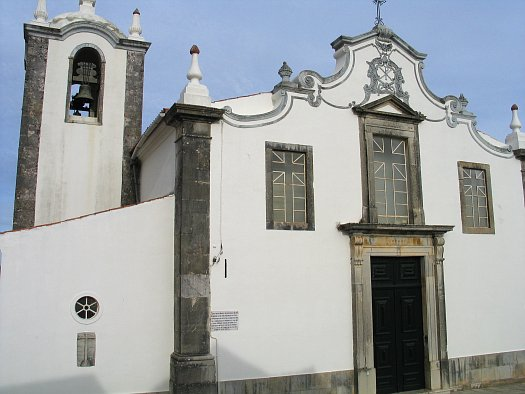
Католицька церква
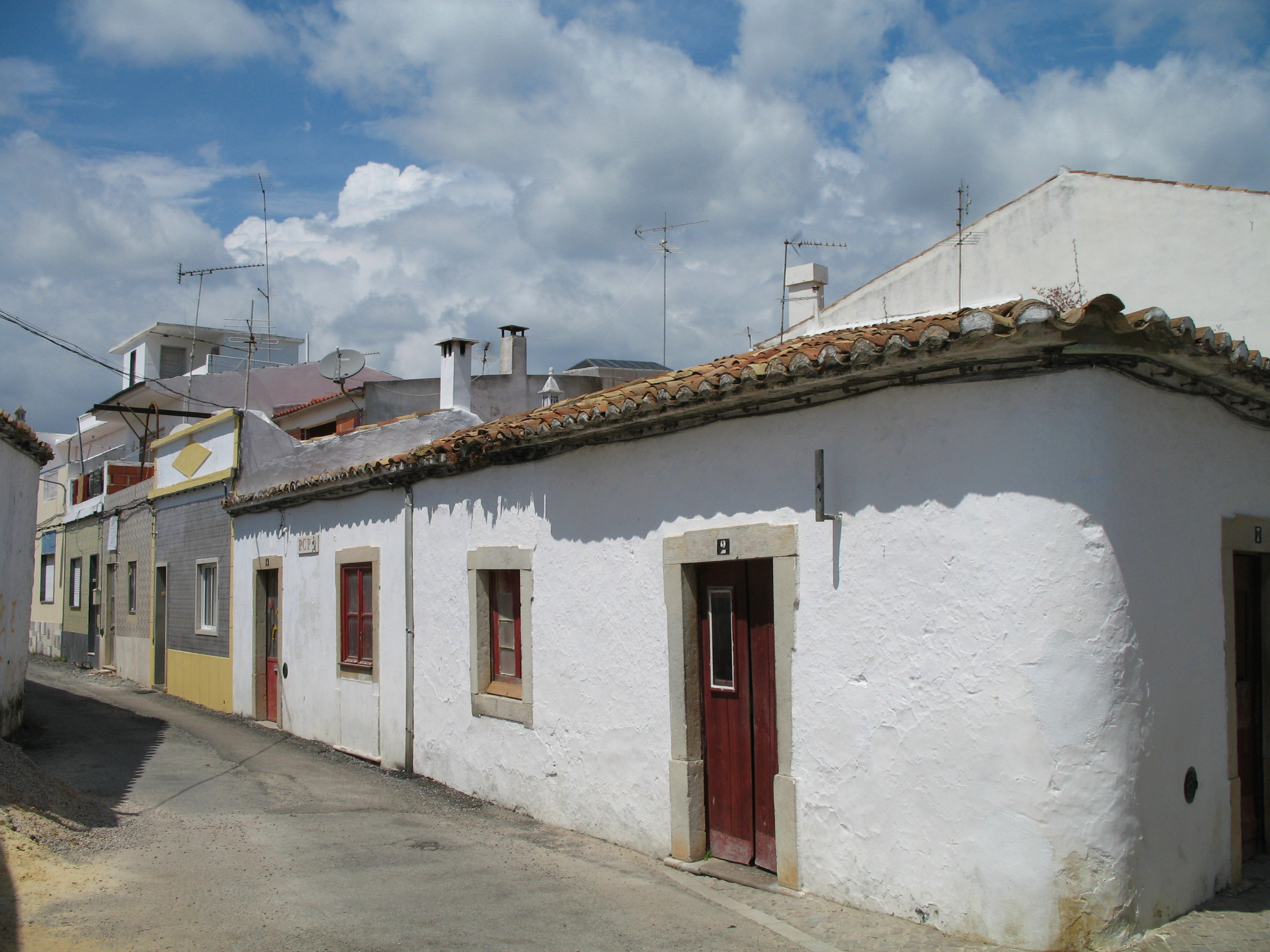
Стара вулиця
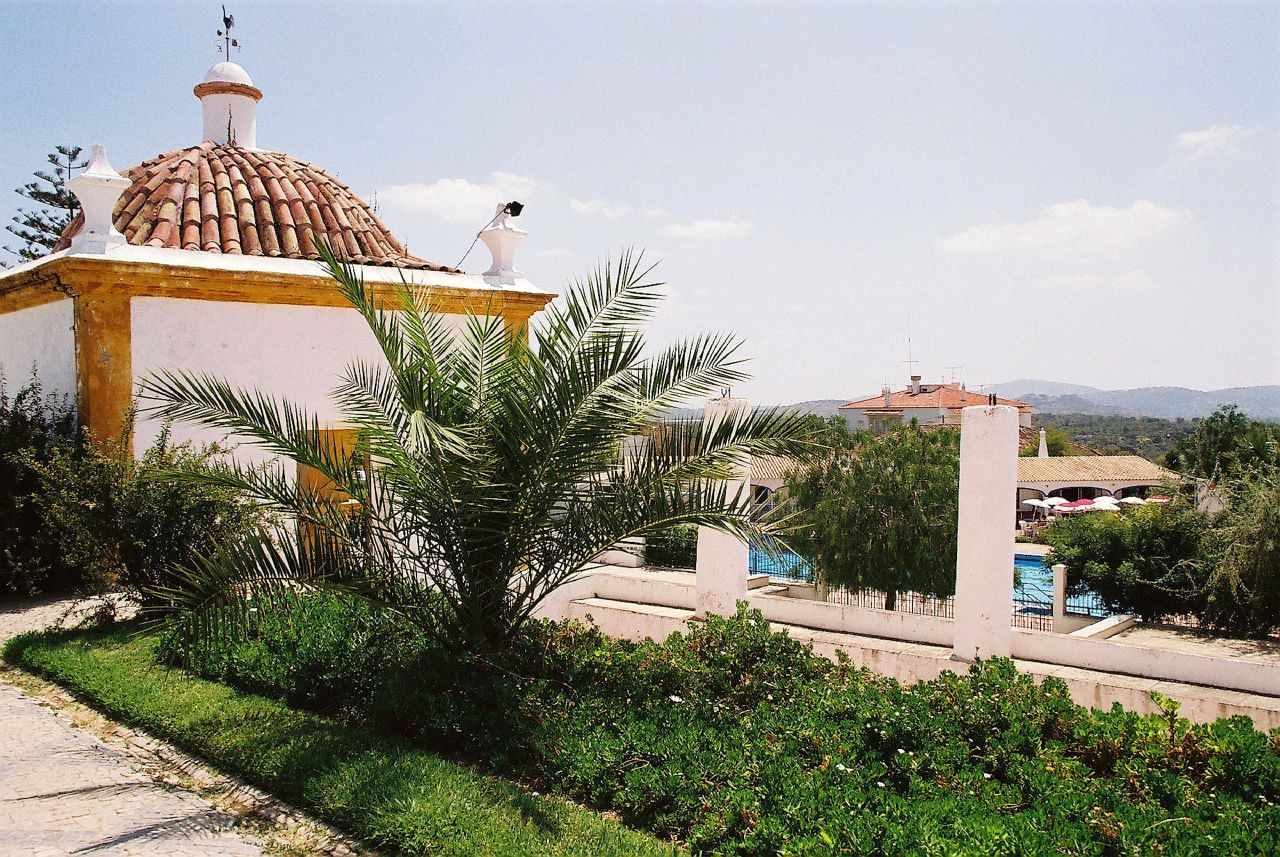
Біля муніципального басейну
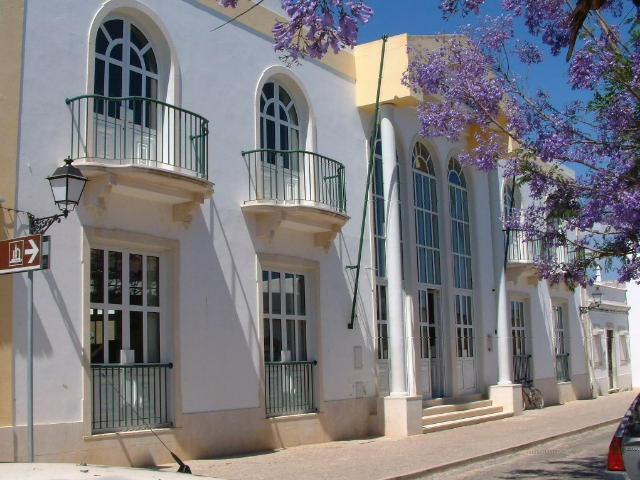
Муніципальна бібліотека